# راجویک
راجویک (به انگلیسی: Rudgwick) یک روستا و محله مدنی در بریتانیا است که در Horsham District واقع شده‌است. راجویک ۲۴٫۶۹ کیلومتر مربع مساحت و ۲٬۷۹۱ نفر جمعیت دارد.